# Квятково (Великопольське воєводство)
Квятково (пол. Kwiatkowo) — село в Польщі, у гміні Вежбінек Конінського повіту Великопольського воєводства.
Населення — 106 осіб (2011).
У 1975-1998 роках село належало до Конінського воєводства.

## Демографія
Демографічна структура станом на 31 березня 2011 року:
|          | Загалом | Допрацездатний вік | Працездатний вік | Постпрацездатний вік |
| -------- | ------- | ------------------ | ---------------- | -------------------- |
| Чоловіки | 50      | 8                  | 37               | 5                    |
| Жінки    | 56      | 15                 | 23               | 18                   |
| Разом    | 106     | 23                 | 60               | 23                   |